# Bradley (Kalifornia)
Bradley – jednostka osadnicza w Stanach Zjednoczonych, w stanie Kalifornia, w hrabstwie Monterey.